# Nina Grieg

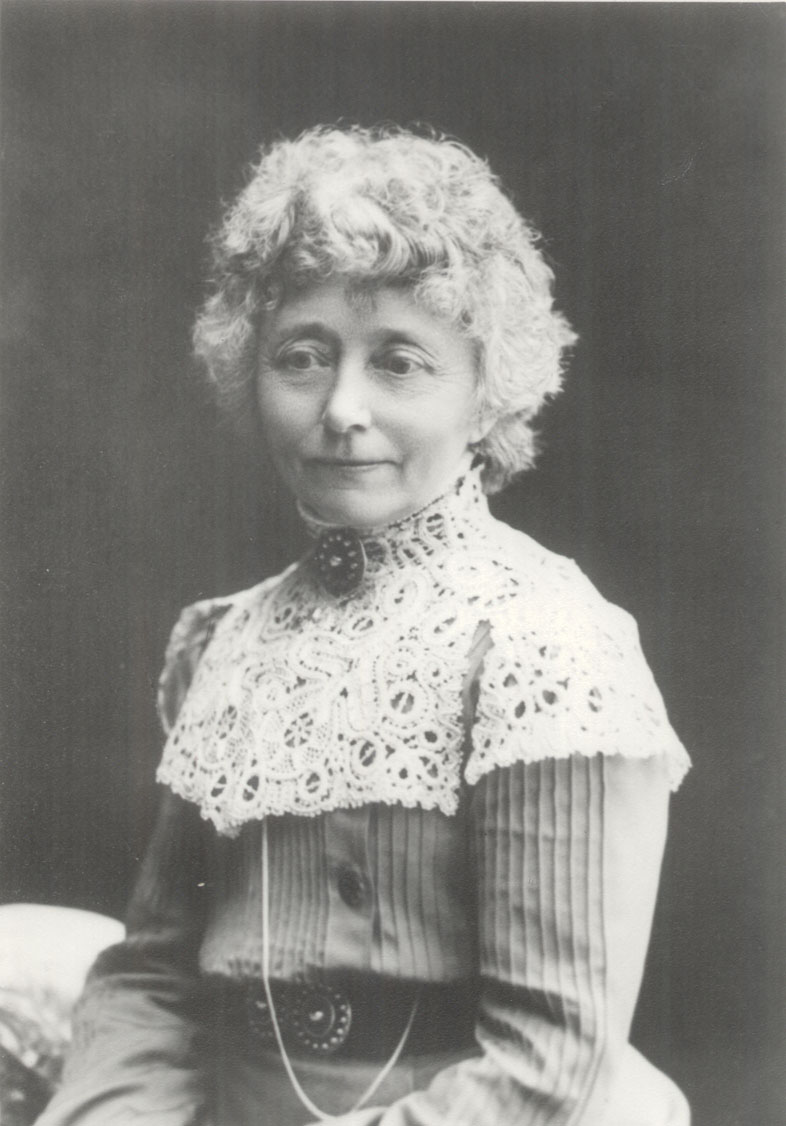
Nina Grieg

Nina Grieg (geboren als Nina Hagerup am 24. November 1845 in Bergen; gestorben am 9. Dezember 1935 in Kopenhagen) war eine dänisch-norwegische Sängerin (Sopran), Gesangslehrerin und Pianistin. Sie war eine Cousine und die Ehefrau Edvard Griegs. Wie er wuchs sie in Bergen auf. In Kopenhagen erhielt sie ihre Ausbildung als Sängerin. Dort fand auch die Verlobung und die Heirat mit Edvard Grieg statt. Anschließend unterstützte sie in Norwegen die künstlerische Arbeit ihres Mannes und wurde als herausragende Interpretin seiner Lieder bekannt. Sie unternahm mit ihm Konzertreisen in viele Länder Europas. Nach Edvard Griegs Tod im Jahr 1907 kehrte sie nach Kopenhagen zurück. Dort kümmerte sie sich noch 28 Jahre lang um sein musikalisches Erbe.

## Leben

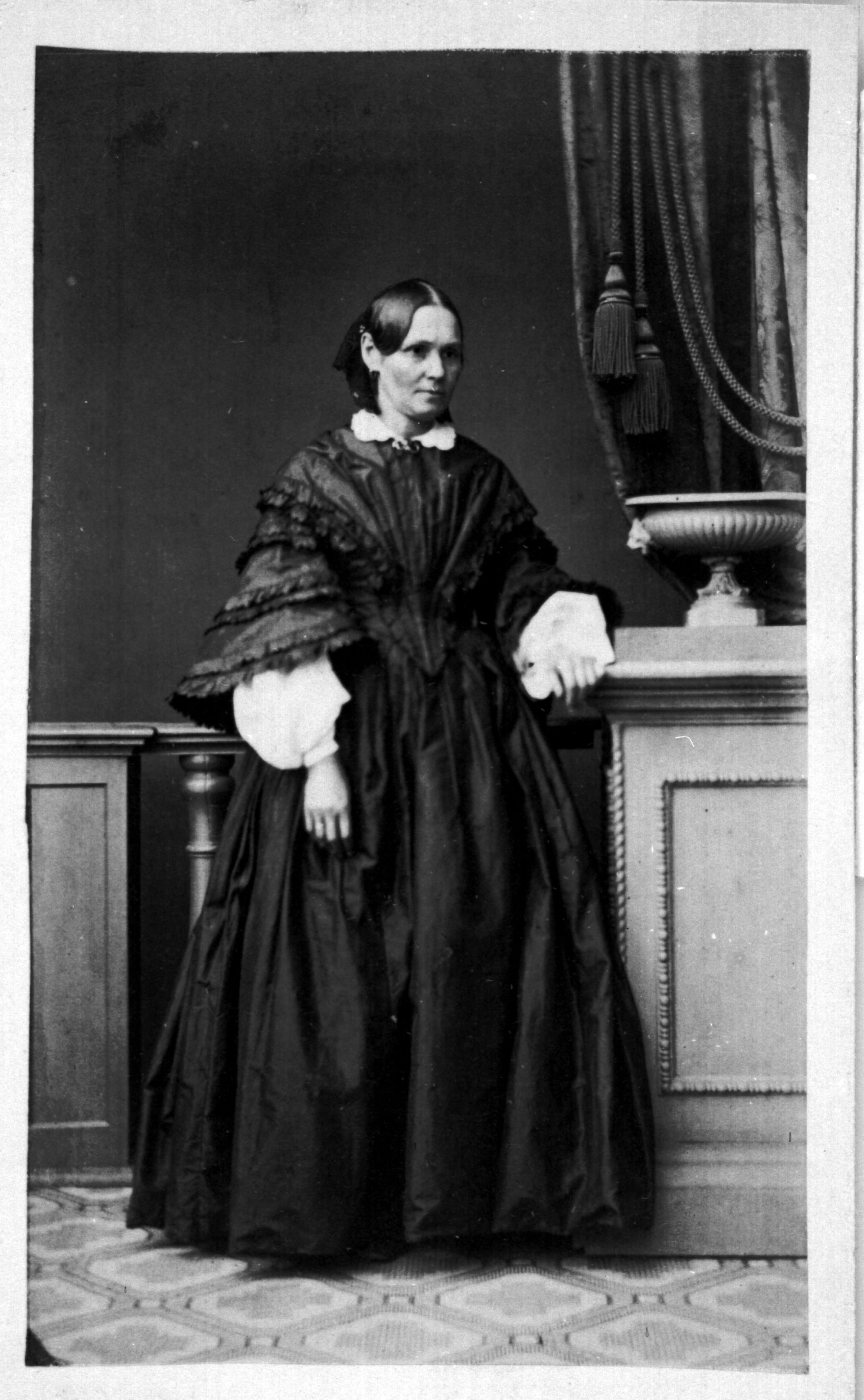
Die Mutter: Adeline Hagerup

### Kindheit in Bergen
Nina Hagerup kam als zweite der drei Töchter von Herman Hagerup (1816–1900) und seiner Frau Adeline Werligh Hagerup geb. Falck (1813–1907) in Bergen zur Welt. Ihre Mutter, eine dänischstämmige Schauspielerin, war eine Schwester von Gesine Grieg, der Mutter von Edvard Grieg. Nina kannte ihren zweieinhalb Jahre älteren Cousin Edvard, der ebenfalls in Bergen aufwuchs, von klein auf. Die Familie Hagerup nahm am musikalischen Leben in Bergen teil und besuchte auch die musikalischen Gesellschaften, die Gesine Grieg, eine angesehene Klavierlehrerin, in ihrem Haus veranstaltete.

### Kopenhagen
Nina Hagerup und Edvard Grieg verloren sich aus den Augen, als die Familie Hagerup 1853 nach Kopenhagen zog. Nina Hagerup war damals acht Jahre alt. Sie erhielt in Kopenhagen ihre Gesangsausbildung bei Carl Helsted.
Im April 1863 kam Edvard Grieg nach Kopenhagen. Dort traf er seine Cousine wieder. Die beiden verstanden sich sehr gut, trafen sich oft und musizierten miteinander. Zu Weihnachten 1864 gestand Edvard Grieg ihr seine Liebe. Die Verlobung wurde von beiden Familien abgelehnt, vor allem von Adeline Hagerup, die Edvard Grieg nicht zutraute, ihrer Tochter eine gesicherte Existenz bieten zu können. Sie sagte: „Er ist nichts und er hat nichts und er schreibt Musik, die niemand hören will.“ Ihre scharfe Ablehnung führte zu einem jahrelangen Zerwürfnis. Es dauerte ein Jahr, bis Ninas Eltern die Erlaubnis gaben, die Verlobung öffentlich bekannt zu machen. Während der Verlobungszeit schrieb Edvard Grieg fast täglich etwas über Nina in sein Tagebuch, darunter hinreißende Liebeserklärungen. Fast ebenso oft schrieb er ihr Briefe.

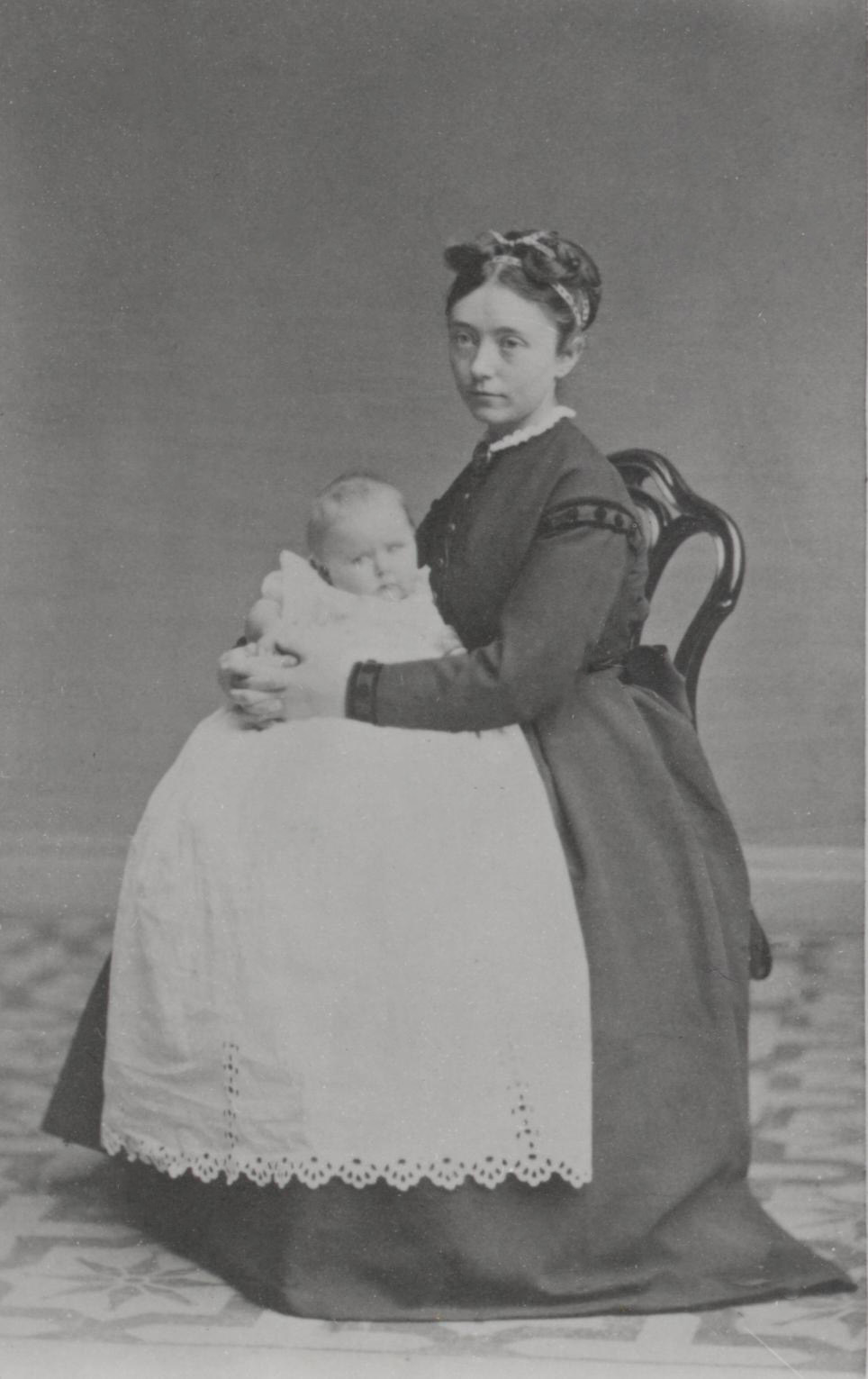
Nina Grieg mit ihrer Tochter (1868)

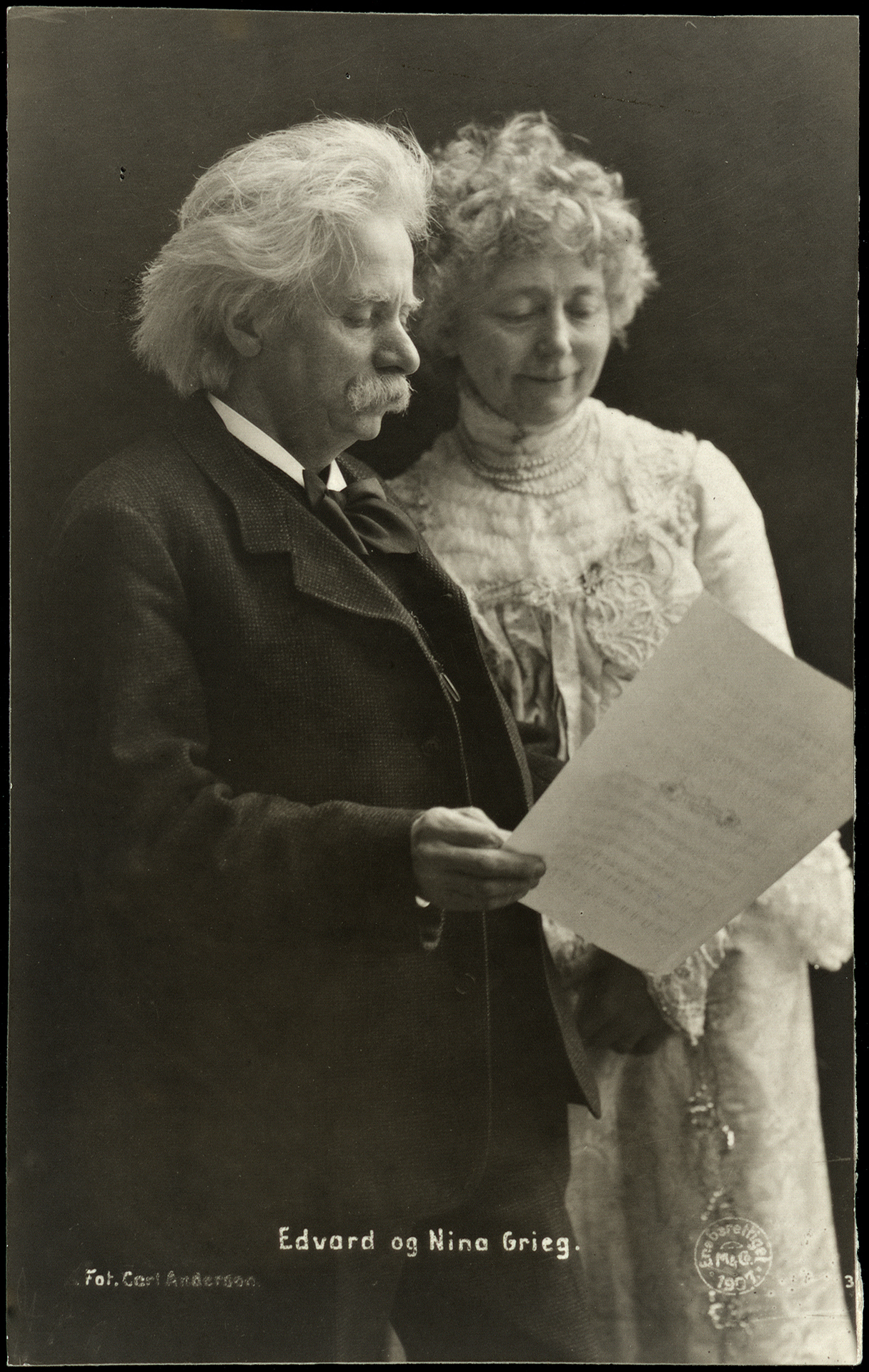
Edvard und Nina Grieg (undatierte Fotografie auf einer Postkarte)

### Ehe mit Edvard Grieg
Am 11. Juni 1867 heirateten Nina Hagerup und Edvard Grieg in Kopenhagen in Abwesenheit beider Elternpaare. Das junge Ehepaar zog nach Christiania. Im nächsten Jahr, als sich Edvard Griegs Anerkennung als Komponist abzuzeichnen begann, kam es zur Aussöhnung mit seinen Schwiegereltern. 1868 wurde die Tochter Alexandra geboren, die schon 1869 im Alter von 13 Monaten an Meningitis starb. Ungefähr zur selben Zeit hatte Nina Grieg eine Fehlgeburt. Obwohl sich Nina und Edvard Grieg eine kinderreiche Familie wünschten, stellte sich kein Nachwuchs mehr ein. Sie versuchten ihre Trauer zu überwinden, indem sie sich auf die Musik konzentrierten.
In den ersten Ehejahren erzielte Edvard Grieg vor allem mit Klavierunterricht ein Einkommen und zugleich Nina Grieg als Gesangslehrerin. Edvard Grieg wurde bald als Komponist und Dirigent immer erfolgreicher und bekannter, unterstützt von seiner Frau, die sich von Anfang an sehr für das Werk ihres Mannes engagierte. Sie war für ihn musikalische Partnerin, künstlerische Beraterin und Assistentin. Aus vielen Briefen von Edvard Grieg geht hervor, dass sie eine wichtige Ratgeberin für seine kompositorische Arbeit war. Er widmete ihr seine Lieder op. 4 und op. 18. Mit ihm zusammen unternahm sie zahlreiche Konzertreisen durch Europa. Im Grieg-Archiv der Öffentlichen Bibliothek in Bergen befinden sich mehr als 300 online abrufbare Konzertprogramme, mit denen die Reisen und Auftritte von Edvard und Nina Grieg in den Ländern Norwegen, Deutschland, Dänemark, England, Schweden, Frankreich, Niederlande, Italien, Österreich, Polen, Tschechien und Belgien nachvollzogen werden können.
Nina Grieg vermochte das Publikum mit ausdrucksstarken Darbietungen zu faszinieren. Sie sang unter anderem für die norwegische und die schwedische Königsfamilie und für die britische Königin Victoria. Edvard Grieg betrachtete sie als seine beste Interpretin, laut einem Tagebucheintrag aus dem Jahr 1905 sogar als die „einzig wahre Interpretin“ seiner Lieder. Sie sang nicht nur seine Lieder, meistens mit ihrem Mann als Begleiter am Klavier, sondern führte auch Stücke für Klavier zu vier Händen mit ihm auf. Eine eigenständige Konzerttätigkeit seiner Frau lehnte Edvard Grieg ab, was er später bedauerte. Nina Grieg war auch eine begehrte Gesangslehrerin.
Die vielschichtige Zusammenarbeit der beiden eigenwilligen Künstlerpersönlichkeiten führte regelmäßig zu Konflikten und Streit. 1883 kam es zu einer ernsthaften Ehekrise. Edvard Grieg redete nur noch wenig mit seiner Frau und unternahm erstmals nach 16 Jahren im Herbst 1883 allein eine Konzerttournee durch Europa. Möglicherweise führte eine Affäre mit der norwegischen Malerin Leis Schjelderup zu dieser Entfremdung. Edvard Grieg schrieb jedoch weiterhin seiner Frau Briefe. Durch Vermittlung des Freundes Frants Beyer gelang im Januar 1884 die Aussöhnung. Die Eheleute trafen sich in Leipzig und unternahmen eine Versöhnungsreise von dort nach Rom, wo sie vier Monate lang blieben.
Das Ehepaar Grieg konnte 1885 ein eigenes Haus im Süden von Bergen bauen, eine Villa im viktorianischen Stil, die Edvard Grieg „Troldhaugen“ taufte, nachdem seine Frau diesen Namen vorgeschlagen hatte. Das Ehepaar Grieg lud regelmäßig Musiker und andere Künstler in das neue Heim ein. Bei weiteren Reisen durch Europa lernten sie weiterhin Künstler kennen, wie etwa Tschaikowski und den jungen Frederick Delius 1888 in Leipzig. Delius, der mit dem Ehepaar und besonders mit Nina Grieg in engem Briefwechsel stand, widmete ihr zwischen 1888 und 1890 zwei Sammlungen von insgesamt zwölf Liedern mit Texten von norwegischen Dichtern.

### Rückkehr nach Kopenhagen

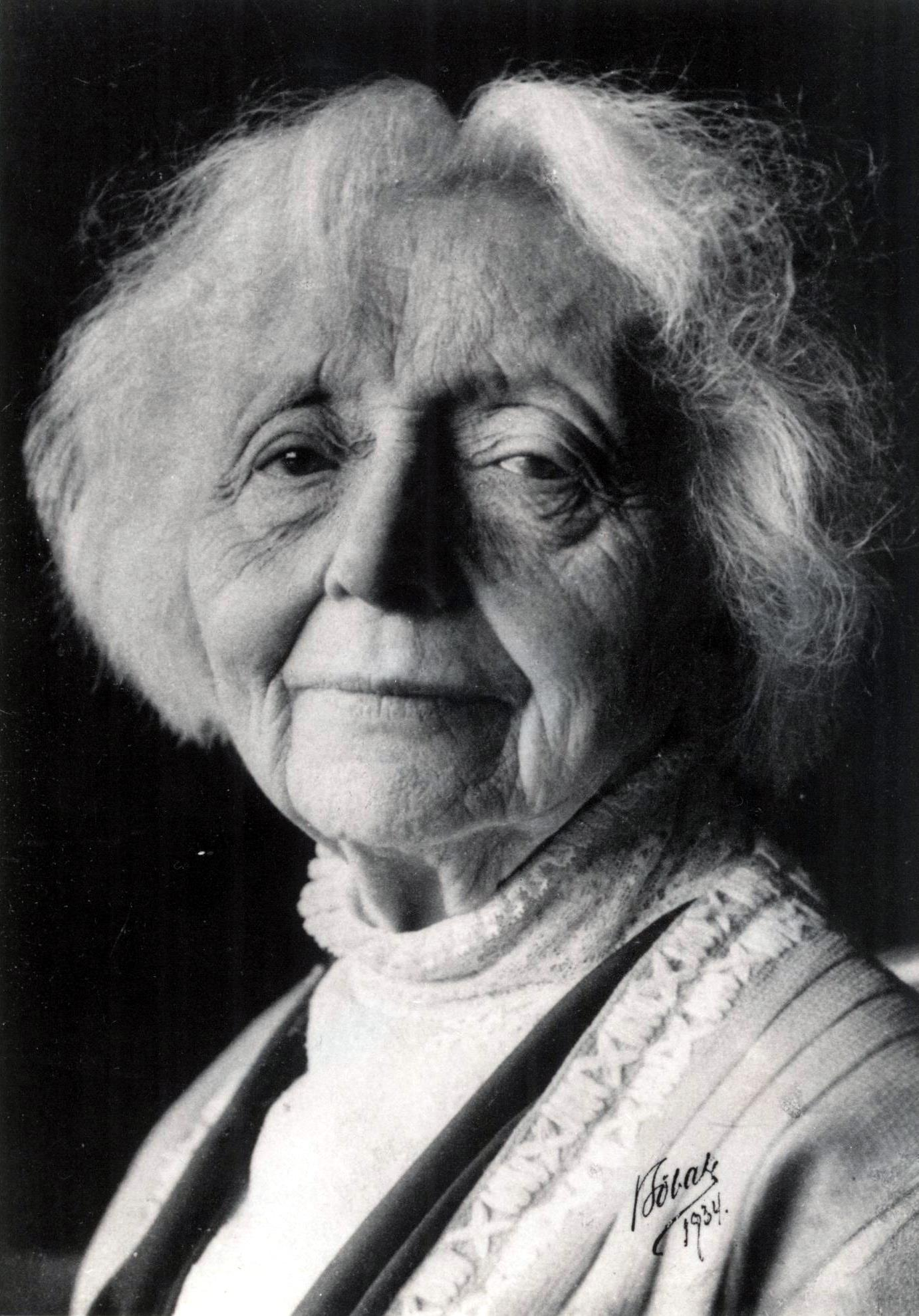
Nina Grieg, ca. 1934

Edvard Grieg starb 1907 in Troldhaugen. Nina Grieg zog nun mit ihrer ein Jahr älteren Schwester Antonie („Tonny“) Hagerup, die ledig geblieben war, nach Kopenhagen und lebte dort mit ihr. Troldhaugen diente als Sommerresidenz. Nina Grieg widmete den Rest ihres Lebens dem Andenken ihres Mannes und der Verbreitung seines Werks. Sie arbeitete mit Musikverlagen an neuen Ausgaben. Sie überwachte die Angaben in Grieg-Biografien ebenso wie die Qualität von Aufführungen seiner Werke und gab ratsuchenden Musikern Auskunft zur richtigen Interpretation. Sie hatte nach wie vor zahlreiche Schülerinnen und Schüler, bei deren Konzerten sie als Klavierbegleiterin mitwirkte. Nina Grieg bekannte sich, wie ihr Mann, zum Unitarismus und gehörte der unitarischen Gemeinde von Kopenhagen an, für die sie sich mit Spenden und Konzerten zur Finanzierung einer Orgel engagierte.
Im Alter litt Nina Grieg an einer Nierenkrankheit und nachlassender Sehkraft, zuletzt war sie nahezu blind. Sie überlebte ihren Mann um 28 Jahre und starb zwei Wochen nach ihrem 90. Geburtstag im Jahr 1935. Nach ihrem Tod wurden ihre sterblichen Überreste in Troldhaugen beigesetzt.